# Steffen Tepel
Steffen Tepel (* 13. Juli 1985 in Winterberg) ist ein ehemaliger deutscher Nordischer Kombinierer und war von August 2011 bis März 2013 Co-Trainer der Schweizer Nationalmannschaft Nordische Kombination. Anschließend übernahm er für eine Saison den Cheftrainerposten.

## Werdegang
Tepel gab sein internationales Debüt bei FIS-Rennen sowie im Alpencup 2002. Ab Januar 2003 startete er zudem im B-Weltcup der Nordischen Kombination. Bei den Juniorenweltmeisterschaften 2005 in Rovaniemi gewann er mit der Mannschaft im Team die Goldmedaille. Im Sprint erreichte er den neunten und im Gundersen den 17. Platz. Nachdem er im B-Weltcup mehrfach aufs Podium gekommen war, gab er beim Team-Weltcup in Ruhpolding am 3. Januar 2007 sein Debüt im Weltcup der Nordischen Kombination. Dabei gelang ihm gemeinsam mit den Teamkollegen mit Platz zwei der Sprung aufs Podium. Nachdem er auch in den Einzelweltcups mehrfach die Punkteränge erreicht hatte, beendete er die Saison 2006/07 am Ende auf dem 47. Platz der Weltcup-Gesamtwertung. Trotzdem gehörte er weiter nur zum B-Kader und nahm an Wettbewerben im B-Weltcup und ab Dezember 2008 im Continentalcup teil. Zwei Einsätze im Januar 2009 im Weltcup brachten Rang 25 als bestes Ergebnis und in der Gesamtwertung des Weltcups Platz 68 mit 6 Punkten. Bei der Winter-Universiade 2009 in Harbin gewann er im Gundersen die Goldmedaille. Im Teamwettbewerb gelang es Tepel, gemeinsam mit Jens Kaufmann und Florian Schillinger die Silbermedaille zu gewinnen. Auch im Januar 2010 startete er bei zwei Gundersen-Wettkämpfen im Weltcup, blieb aber als 36. in Schonach und 37. in Oberhof ohne Punkte. Bei der Winter-Universiade 2011 in Erzurum erreichte er zum Abschluss seiner Karriere noch einmal die Silbermedaille im Gundersen Wettbewerb. Nach der Saison 2010/11 beendete er seine Karriere und ist seit August 2011 Co-Trainer in der Schweiz. Hier führte er 2 Jahre die Alpencup- und Conticupteams, bis er im April 2013 Schweizer Cheftrainer in der Nordischen Kombination wurde. Seinen bislang größten Erfolg als noch junger Trainer feierte er als sein Athlet Tim Hug im Januar 2014 den ersten Schweizer Sieg im Weltcup der Nordischen Kombination seit 1994 erreichte. Hierdurch qualifizierte sich das Team für die Olympischen Winterspiele 2014. Heute ist er als Neutroathletiktrainer tätig.